# Боскоп

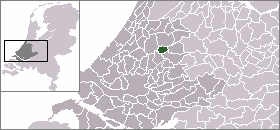
Расположение деревни Боскоп на карте Нидерландов

Боскоп (нидерл. Boskoop) — деревня в общине Алфен-ан-де-Рейн в провинции Южная Голландия (Нидерланды).

## История
Считается, что Боскоп развился из поселения Ten Bussche, основанного в 1204 году графом Голландии Виллемом I. В 1222 году собственником Боскопа стало Рейнсбюргское аббатство. Аббатство решило увеличить свой запас деревьев и кустарников, заставив фермеров выращивать больше растений, чем им было нужно для их собственных нужд. С XV по XVII века в Боскопе выращивалось всё больше и больше деревьев и декоративных растений, и в XIX веке Боскоп начал экспортировать свою продукцию (первым клиентом стала Германия).
В Боскопе очень высок уровень грунтовых вод. Для осушения почвы было прорыто очень много каналов, и поэтому основным видом транспорта здесь исторически был водный.